# 天市左垣三
天市左垣三(武仙座μ)也称九河，又名BD+27 2888，HD 161797、SAO 85397、HR 6623，是武仙座的一个恒星系統，由四顆恆星組成，视星等为3.42，位于銀經52.45，銀緯25.63，其B1900.0坐标为赤經17h 42m 32.6s，赤緯+27° 25.63′ 45″。